# Honoros

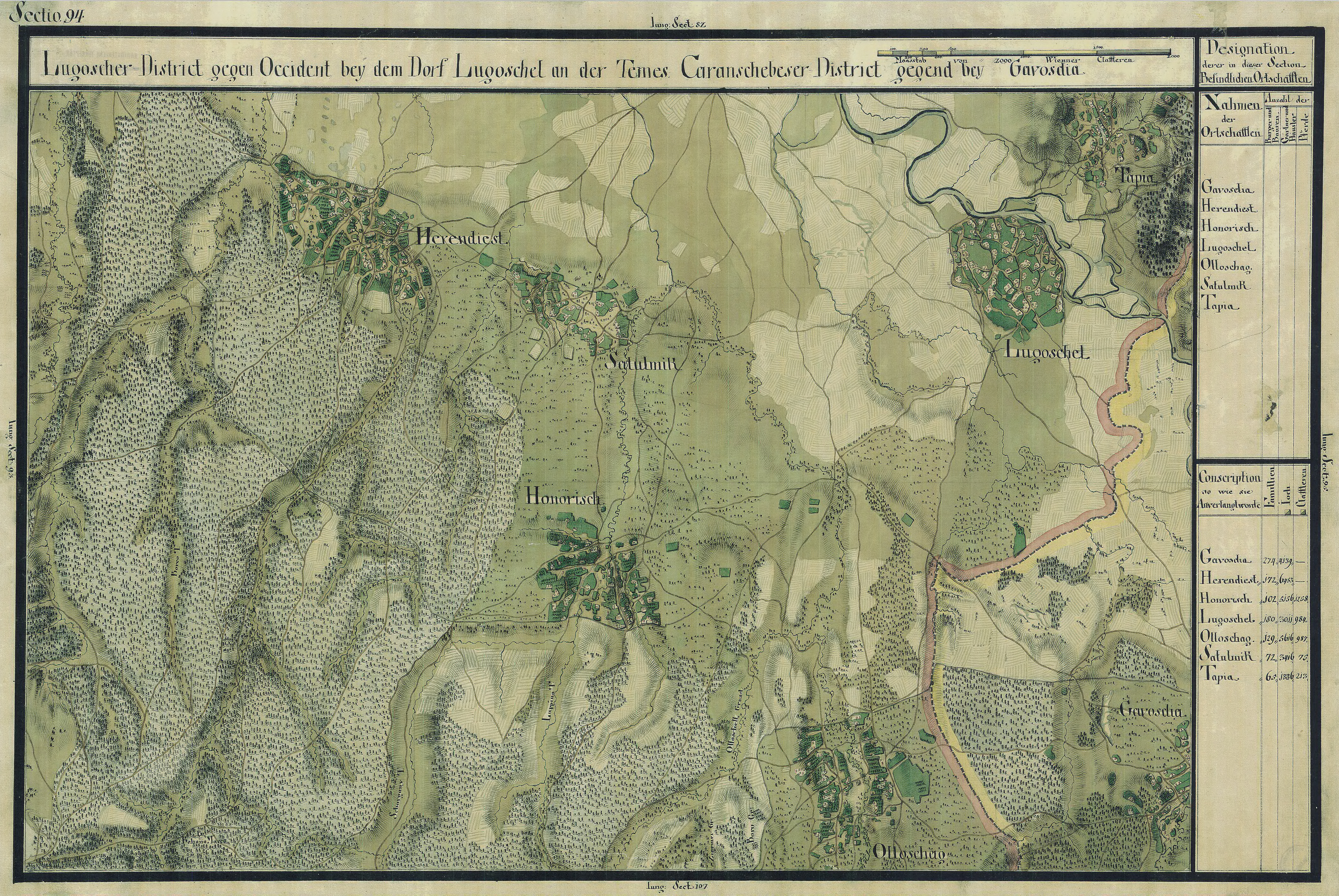
Honoros egy régi térképen

Honoros románul: Honorici, falu Romániában, a Bánságban, Temes megyében.

## Fekvése
Lugostól délre fekvő település.

## Története
Honoros nevét 1371-1372 között említette először oklevél Honorych néven. 1650-ben Honoricz, 1808-ban Honoris, 1913-ban Honoros néven volt említve.
1851-ben Fényes Elek írta a településről: „Honoris, oláh falu, Krassó vármegyében, utolsó posta Lugoshoz 1 órányira: 4 katholikus, 718 óhitű lakossal, anyatemplommal. Bírja Kiss család.”
A trianoni békeszerződés előtt Krassó-Szörény vármegye Lugosi járásához tartozott.